# Mount Dodge
Dodge är ett berg i Antarktis. Det ligger i Västantarktis. Nya Zeeland gör anspråk på området. Toppen på Dodge är 1 828 meter över havet, eller 335 meter över den omgivande terrängen. Bredden vid basen är 2,1 km.
Terrängen runt Dodge är kuperad norrut, men söderut är den bergig. Trakten är obefolkad. Det finns inga samhällen i närheten. 